# رئووسی
رُئووِسی (به فنلاندی: Ruovesi) یک منطقهٔ مسکونی در فنلاند است که در پیرکانما واقع شده‌است.